# Kenneth Hunt
Kenneth Reginald Gunnery Hunt (Oxford, 24 febbraio 1884 – Heathfield, 28 aprile 1949) è stato un calciatore inglese, di ruolo centrocampista.

## Carriera

### Nazionale
Ha partecipato al 4º Torneo olimpico di calcio, nel quale ha vinto una medaglia d'oro ed al 7º Torneo olimpico di calcio dove il Regno Unito uscì al primo turno.

## Palmarès

### Club
- Coppa d'Inghilterra: 1

Wolverhampton: 1907-1908

### Nazionale
- Oro olimpico: 1

Londra 1908